# Соріта
Соріта (ісп. Zorita) — муніципалітет в Іспанії, у складі автономної спільноти Естремадура, у провінції Касерес. Населення — 1660 осіб (2010).
Муніципалітет розташований на відстані близько 210 км на південний захід від Мадрида, 60 км на схід від Касереса.

## Демографія
Динаміка населення (INE ):